# Ballada op. 23 (Chopin)

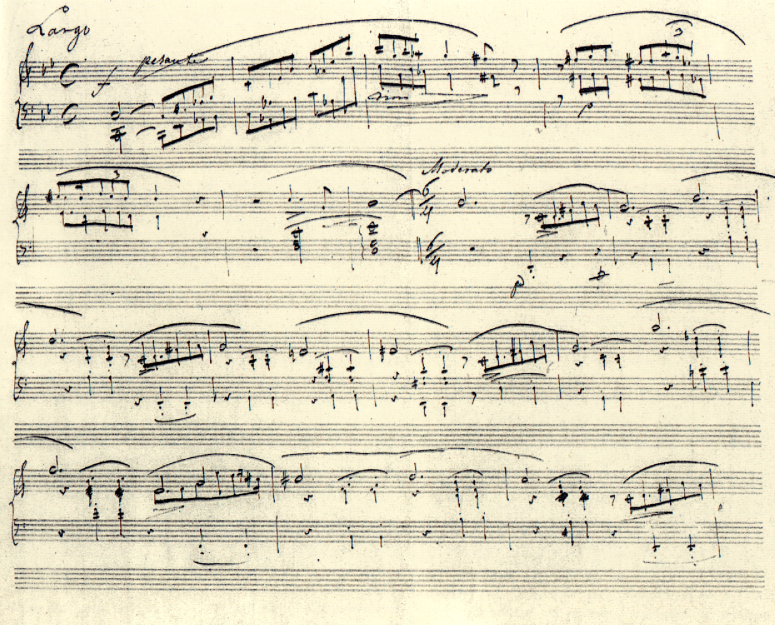
Zapis Chopina

Ballada g-moll op. 23 – pierwsza z czterech ballad na fortepian solo, napisanych przez Fryderyka Chopina. Prawdopodobnie naszkicowana już w 1831 roku w Wiedniu, ostatecznie powstała w latach 1835–1836, podczas jego pobytu w Paryżu. Ballada dedykowana jest baronowi Stockhausenowi (à Monsieur le Baron de Stockhausen). Prawdopodobnie została zainspirowana balladami Mickiewicza (nie jest to mimo wszystko pewne).

## Budowa
Ballada zbudowana z dwóch tematów i wstępu. Metrum ballady zmienia się po wstępie z 4/4 na 6/4, a w codzie na 2/2. Oba tematy powracają kilkakrotnie, za każdym razem w odmiennej postaci. Wersja początkowa nie pojawia się po raz wtóry. Takie nieustanne przeobrażanie motywów i fraz spotykane jest w wielu utworach Chopina i należy do charakterystycznych cech jego techniki kompozytorskiej.
Wstęp rozpoczyna się melodią graną w oktawach w akordzie neapolitańskim As-dur, a kończy dysonującym akordem d-g-es1-b1. Po wstępie pojawia cichy i tajemniczy temat pierwszy, utrzymany w tonacji g-moll. Po nim następuje burzliwa modulacja do tonacji Es-dur, w której po raz pierwszy pojawia się temat drugi, w postaci ulirycznionej i ściszonej narracji. Kolejna modulacja prowadzi do tonacji a-moll, w której pojawia się odmieniony temat pierwszy, a zaraz po nim drugi temat w A-dur, potężny, przeistoczony i melodią graną w akordach. Po nim znowu pojawia się temat pierwszy, tym razem w g-moll, a zaraz po nim coda, która trwa już do końca utworu.